# София фон Бранденбург-Ансбах (1614 – 1646)
София фон Бранденбург-Ансбах (на немски: Sophie von Brandenburg-Ansbach; * 10 януари 1614; † 3 декември 1646) от род Хоенцолерн е принцеса на Княжество Ансбах и чрез женитба наследствена принцеса на Бранденбург-Байройт.
Тя е дъщеря на маркграф Йоахим Ернст фон Бранденбург-Ансбах (1583–1625) и графиня София фон Солмс-Лаубах (1594–1651).  По-голяма сестра е на Фридрих III и Албрехт II.
София се омажва на 8 декември 1641 г. в Ансбах за първия си братовчед Ердман Август фон Бранденбург-Байройт (1615–1651), наследствен принц на Бранденбург-Байройт, син на маркграф Кристиан фон Бранденбург-Байройт (1581–1655) и съпругата му Мария от Прусия (1579–1649). Двамата имат един син:
- Кристиан Ернст (1644–1712), маркграф на Байройт

∞ 1. 1662 принцеса Ердмуте София Саксонска (1644–1670), дъщеря на курфюрст Йохан Георг II
∞ 2. 1671 принцеса София Луиза фон Вюртемберг (1642–1702), дъщеря на херцог Еберхард III
∞ 3. 1703 принцеса Елизабет София фон Бранденбург (1674–1748), дъщеря на курфюрст Фридрих Вилхелм.
След нейната смърт той се сгодява за принцеса София Агнес фон Мекленбург-Шверин.